# Joseph Kuhn (Theologe)
Joseph Kuhn (* 8. November 1819 in Rohrbach/Bad Wurzach; † 10. Februar 1906 in Ottobeuren) war ein deutscher Theologe und Schriftsteller. Als Ordensgeistlicher nannt er sich seit 1851 Kaspar Kuhn.

## Leben und Wirken
Joseph Kuhn besuchte zunächst die Schule in seinem Heimatort und arbeitete zunächst als Kunstmaler und Restaurator der Dorfkirche in Rohrbach. Erst 1842 bezog er das Gymnasium St. Stephan in Augsburg und legte dort 1848 die Reifeprüfung ab. Im gleichen Jahr trat er in den Benediktinerorden ein. Im Kloster Ottobeuren absolvierte er das Noviziat. Sein Ordensgelübde erfolgte 1851. Anschließend studierte er Katholische Theologie an der Universität München. Seine Priesterweihe geschah 1853. Nach kurzer Dienstzeit als Bibliothekar am Benediktinerstift St. Stephan in Augsburg wurde er dort Lehrer für Latein, Religion, Deutsch und Geografie. Schon während seiner Studienzeit interessierte sich Kuhn sehr für die Pflanzenkunde und publizierte später hierüber. Im Jahre 1870 wurde Pater Kaspar an das Kloster Ottobeuren versetzt, wo ihm vor allem die Seelsorge oblag. 1891 war er dort Mitgründer des Klostermuseums. Außerdem betätigte er sich als Autor von Theaterstücken.

## Schriften (Auswahl)
- Die Käfer des südbayerischen Flachlandes, analytisch beschrieben. Kollmann, Augsburg 1858 (Digitalisat).

- Katholische Literatur-Chronik, oder Übersicht der schriftstellerischen Tätigkeit auf katholischem Gebiete von Christus bis auf unsere Tage. Lfg. 1. Kollmann, Augsburg 1866.
- Silach, oder Die Stiftung des Klosters Ottobeuren. Historisches Ritterschauspiel mit Gesang in 4 Aufzügen. Verlag der Joh. Kösel'schen Buchhandlung, Kempten 1877 (Digitalisat).
- Der heilige Alexander. Historisches Schauspiel in drei Aufzügen. Kranzfelder, Augsburg 1877 (Digitalisat).
- Die Zigeunerhütte am Rohrsee oder Die zwei Freunde. Eine Erzählung aus der Zeit des Bauernkrieges. Kranzfelder, Augsburg 1878 (Digitalisat).
- Pater Jeremias. Ein Zeitgemälde aus dem Schwedenkriege. Schmid, Augsburg 1879 (Digitalisat).
- Nichts als Hindernisse. Lustspiel mit Gesang in 3 Aufzügen. Kranzfelder, Augsburg 1879 (Digitalisat).
- Von Augsburg nach Lima oder des Lebens wechselvolles Spiel. Ein Buch für die studierende Jugend und das gebildete Volk. Schmid, Augsburg 1879 (Digitalisat).

- Lustig und listig. Lustspiel mit Gesang in 3 Aufzügen. Schmid, Augsburg 1880 (Digitalisat).
- Otto von Wittelsbach. Dramatisches Gedicht in 3 Aufzügen. Kranzfelder, Augsburg 1880 (Digitalisat).
- Der heilige Willebold. Historisches Schauspiel mit Gesang in 3 Aufzügen. Leutkirch/Saulgau 1882 (Digitalisat).
- 400 Rätsel für jung und alt. Gedichtet von Kaspar Kuhn. Huttler, Augsburg 1890 (Digitalisat).
- Clemens Hofbauer. Dramatische Bilder in fünf Abtheilungen. Kösel, Kempten 1892 (1893) (Digitalisat).
- Der heilige Eustachius und die Seinigen. Historisches Schauspiel in fünf Aufzügen. Kösel, Kempten 1892 (Digitalisat).
- Abendunterhaltungen für die Jugend. Kösel, Kempten 1894 (Digitalisat).
- Durch Kampf zum Sieg. Aus meinem Leben. Schöningh, Paderborn 1895 (Autobiografie) (Digitalisat).